# Eriococcus baldonensis
Eriococcus baldonensis är en insektsart som först beskrevs av Rasina 1966.  I den svenska databasen Dyntaxa används istället namnet Acanthococcus baldonensis. Enligt Catalogue of Life ingår Eriococcus baldonensis i släktet Eriococcus och familjen filtsköldlöss, men enligt Dyntaxa är tillhörigheten istället släktet Acanthococcus och familjen filtsköldlöss. Arten har ej påträffats i Sverige. Inga underarter finns listade i Catalogue of Life.